# دنيس كوكس
دنيس كوكس (21 ديسمبر 1925 في المملكة المتحدة - 22 فبراير 2001 في المملكة المتحدة) (بالإنجليزية: Dennis Cox)‏ هو لاعب كريكت بريطاني (وحمل سابقاً جنسية المملكة المتحدة لبريطانيا العظمى وأيرلندا). لعب مع نادي مقاطعة سري للكريكت ‏ وCheshire County Cricket Club ‏.

## وصلات خارجية
- دنيس كوكس على موقع إي آس بي آن كريك إنفو (الإنجليزية)